# Piz Cavardiras
Der Piz Cavardiras  ist ein Berg nordöstlich von Disentis/Mustér im Kanton Graubünden in der Schweiz mit einer Höhe von 2959 m ü. M. Die Granitpfeiler des Piz Cavardiras gelten schon seit Jahrzehnten als grosse Kletterklassiker der Surselva. Besonders der Südgrat ist eine oft begangene Route (15 Seillängen, 300 Hm, Schwierigkeit 4b A0). Gemäss SAC-Kletterführer ist er eine der schönsten Kletterrouten Graubündens.

## Lage und Umgebung
Der Piz Cavardiras gehört zur Düssi-Oberalpstock-Kette, einer Untergruppe der Glarner Alpen. 134 m nordöstlich des Gipfels befindet sich der Brichlig (2964 m), über den die Gemeinde- und Kantonsgrenze zwischen Disentis/Mustér, Kanton Graubünden, und Silenen, Kanton Uri, verläuft. Der Piz Cavardiras liegt vollständig auf dem Gemeindegebiet von Disentis/Mustér. Er wird im Nordosten durch die Val Cavardiras, im Südosten durch die Val Clavaniev und im Südwesten durch die Val dal Lag Serein eingefasst – allesamt Seitentäler der Surselva.
Zu den Nachbargipfeln gehören neben dem Brichlig der Piz Acletta (2911 m) im Westen, der Oberalpstock (3328 m) im Nordwesten, der Gwasmet (2875 m) im Norden und der Piz Run (2914 m) im Osten.
Der Piz Acletta wird durch den Brunnipass (2720 m) und der Gwasmet durch die Fuorcla da Cavardiras (2624 m) vom Brichlig und vom Piz Cavardiras getrennt.
Nördlich des Piz Cavardiras steht die Cavardirashütte (2649 m).
Auf allen Flanken des Piz Cavardiras liegen Reste von Gletschern. Nordwestlich des Gipfels liegt der Brunnifirn.
Talort ist Disentis/Mustér, häufige Ausgangspunkte sind die Cavardirashütte (2649 m), die Mittelstation Caischavedra (1861 m) oder die mit dem Alpentaxi erreichbare Casa Lavinaras (1987 m).
Der am weitesten entfernte sichtbare Punkt (48° 35′ 55,5″ N, 8° 12′ 45,1″ O) vom Piz Cavardiras liegt 212 km im Norden südwestlich des Dreifürstensteins auf dem Gemeindegebiet von Baiersbronn in Baden-Württemberg. Mit einer Höhe von 1151 m ü. NN war der Dreifürstenstein der höchste Punkt Württembergs.

## Namensherkunft
Zu rätoromanisch cavrir für ‚schwenden‘ entstand eine Ableitung chavradüra in der Bedeutung ‚Reute, Schwende‘. Dazu Diminutiv Cavardiras. Cavrir bedeutet ‚Die Bäume schälen, damit sie verdorren, schwenden‘. Ableitung aus dem lateinischen capra für ‚Ziege‘.